# AAC SeaStar
O SeaStar é um avião anfíbio monomotor biplano que foi construído em foma de kit. Ele é construído com vários materiais compostos, e em que sua asas são de fácil remoção para o transporte, possuí também o paraquedas ballistic recovery system que pode ser acionado através de uma nacela do motor.
Uma versão do SeaStar é vendida pela empresa brasileira EDRA Peças e Manutenção Ltda. como EDRA Aeronautica Super Pétrel.
A AAC também disponibilizou um modelo Super Petrel em 2011.